# Kao-jou-chu
Kaojou-chu (také Gaobao-chu, pinyin Gaoyou Hu) je jezero na východě Číny v provinciích Ťiang-su a An-chuej v systému řeky Chuaj. Rozloha jezera je přibližně 1200 km² (v době letních povodní se značně zvětšuje).

## Pobřeží
Jezero je mělké. Pobřeží je nízké a ploché.

## Vodní režim
Podél východního břehu prochází Velký kanál, se kterým je jezero spojené. Řeka San ho spojuje s jezerem Chung-ce-chu.

## Využití
Na jezeře je rozvinutá lodní doprava a rybářství. Voda se používá pro zavlažování.